# Voka alevik
Koordinaten: 59° 24′ N, 27° 35′ O

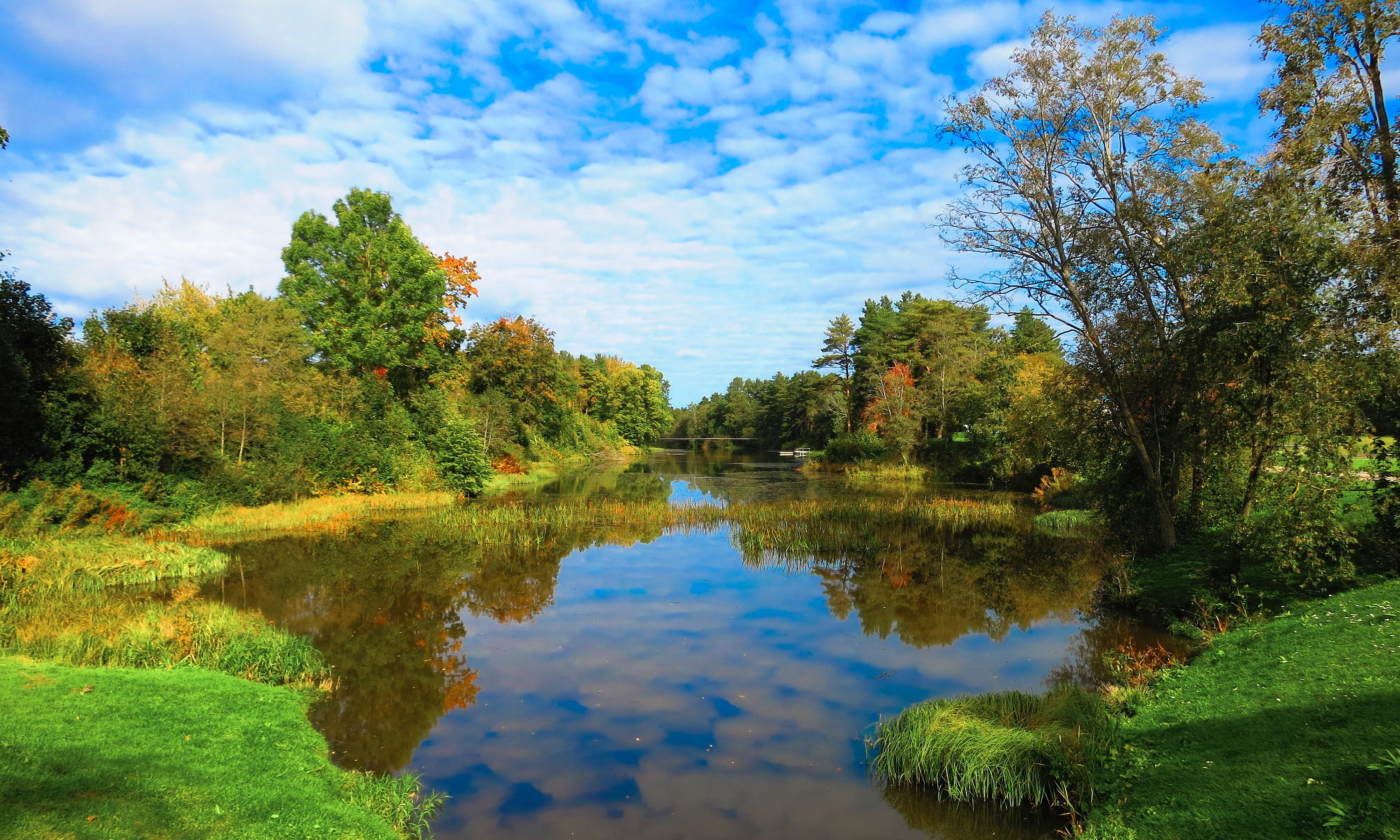
Voka alevik

Das Großdorf Voka (estnisch Voka alevik) ist Teil der Landgemeinde Toila (Toila vald). Es liegt im Kreis Ida-Viru (Ost-Wierland) im Nordosten Estlands.

## Beschreibung und Geschichte
Das Dorf hat 919 Einwohner (Stand 19. September 2012). Es liegt in unmittelbarer Nähe zum Ostsee-Strand.
Das Großdorf (alevik) entstand 1975 aus der Zusammenlegung zahlreicher Kleindörfer. Den Kern bildete das ehemalige Dorf Kolluta. Eine Besiedelung ist seit 1426 urkundlich belegt.

## Gut von Voka
Dort entstand 1626 das Gut des Ratsherren von Narva Johann Fock. Es erhielt durch ihn den Namen Fockenhof. Daraus entstand später der estnischsprachige Name Voka.
1712 wurde die Poststation an der wichtigen Verbindungsstraße zwischen der russischen Hauptstadt Sankt Petersburg über Tartu in die livländische Hauptstadt Riga in Betrieb genommen.
1781 kaufte das Gut die englische Baronin/Herzogin und Gesellschaftsdame Elizabeth Chudleigh, die nach ihrem Bigamieskandal in England mit ihrem ererbten Vermögen nach Russland geflüchtet war. Sie gründete dort eine Schnapsfabrik und eine Apotheke.
Nach ihrem Tod ging das Eigentum auf die deutschbaltische Adelsfamilie Wilcken über. Anfang des 19. Jahrhunderts entstand das zweigeschossige Herrenhaus im Stil des Klassizismus, eines der prächtigsten in ganz Estland. Mitte des 19. Jahrhunderts wurde der Park vergrößert und um zahlreiche neue botanische Sorten erweitert.
Häufiger Gast auf dem Gut war der deutschbaltische Wissenschaftler Alexander Theodor von Middendorff (1815–1894). Dort lebte auch der Polarforscher Eduard von Toll (1858–1902), der mit einer Tochter aus dem Hause Wilcken verheiratet war. Auf dem Familienfriedhof sind zwei seiner Kinder begraben.
Voka mõis wurde 1944 während des Zweiten Weltkriegs vollständig zerstört. Noch vorhanden sind Nebengebäude.

## Persönlichkeiten
- Carl Ernst Bagge von Boo (* 1722 in Fockenhof; † 1791 in Paris), schwedisch-baltischer Komponist, Musiker, Mäzen und preußischer Kammerherr